# Polina Eduardowna Kudermetowa
Polina Eduardowna Kudermetowa (russisch Полина Эдуардовна Кудерметова, englische Schreibweise Polina Kudermetova; * 4. Juni 2003) ist eine russische Tennisspielerin und die jüngere Schwester von Weronika Kudermetowa, die ebenfalls professionelle Tennisspielerin ist. Ihr Vater Eduard Kudermetow ist ein ehemaliger Eishockeyspieler.

## Karriere
Kudermetowa begann mit sieben Jahren das Tennisspielen und bevorzugt Hartplätze. Sie spielt bislang vorrangig Turniere auf der ITF Women’s World Tennis Tour, wo sie bislang neun Titel im Einzel und zwei im Doppel gewinnen konnte.
2019 gewann sie das J1 Berlin und erreichte bei den US Open das Achtelfinale im Juniorinneneinzel und Juniorinnendoppel.
Ihr erstes Turnier der WTA Tour spielte Kudermetowa im Oktober 2019 beim VTB Kremlin Cup. Sie erhielt eine Wildcard für die Qualifikation, wo sie ihr erstes Spiel gegen ihre Freundin Oxana Selechmetjewa mit 7:5 und 6:2 gewann, bevor sie in der zweiten Runde gegen Warwara Gratschowa mit 4:6 und 2:6 verlor.
Bei den Australian Open 2020 erreichte sie im Juniorinneneinzel das Viertelfinale und bei den French Open erreichte sie im Juniorinneneinzel das Halbfinale.

## Turniersiege

### Einzel
| Nr. | Datum             | Turnier   | Kategorie | Belag             | Finalgegnerin           | Ergebnis      |
| --- | ----------------- | --------- | --------- | ----------------- | ----------------------- | ------------- |
| 1.  | 22. Dezember 2019 | Antalya   | ITF W15   | Hartplatz         | Georgia Andreea Craciun | 6:4, 3:6, 6:3 |
| 2.  | 14. Februar 2021  | Antalya   | ITF W15   | Sand              | Marta Custic            | 6:2, 1:6, 6:3 |
| 3.  | 28. November 2021 | Kasan     | ITF W15   | Hartplatz         | Nigina Abduraimova      | 7:5, 3:6, 6:4 |
| 4.  | 23. Januar 2022   | Kasan     | ITF W15   | Hartplatz         | Anastasija Kowalewa     | 6:0, 6:4      |
| 5.  | 19. Juni 2022     | Raanana   | ITF W25   | Hartplatz         | Marija Timofejewa       | 4:6, 6:4, 7:5 |
| 6.  | 29. Oktober 2022  | Istanbul  | ITF W25   | Hartplatz (Halle) | Tatjana Prosorowa       | 6:3, 6:1      |
| 7.  | 6. November 2022  | Jerusalem | ITF W25   | Hartplatz         | Jekaterina Reingold     | 6:1, 6:1      |
| 8.  | 5. März 2023      | Astana    | ITF W40   | Hartplatz (Halle) | Darja Astachowa         | 6:2, 6:3      |
| 9.  | 4. Februar 2024   | Indore    | ITF W50   | Hartplatz         | Dalila Jakupović        | 3:6, 6:2, 6:0 |

### Doppel
| Nr. | Datum           | Turnier   | Kategorie | Belag     | Partnerin             | Finalgegnerinnen                | Ergebnis         |
| --- | --------------- | --------- | --------- | --------- | --------------------- | ------------------------------- | ---------------- |
| 1.  | 11. März 2023   | Astana    | ITF W60   | Hartplatz | Anastassija Tichonowa | Han Na-lae Jang Su-jeong        | 2:6, 6:3, [10:7] |
| 2.  | 31. August 2024 | Oldenzaal | ITF W50   | Sand      | Jekaterina Makarowa   | Freya Christie Yuliana Lizarazo | 6:4, 1:6, [10:7] |

## Abschneiden bei Grand-Slam-Turnieren

### Dameneinzel
| Turnier         | 2023 | 2024 | 2025 | Karriere |
| --------------- | ---- | ---- | ---- | -------- |
| Australian Open | 1    | Q3   | 1    | 1        |
| French Open     | Q1   | Q1   | 1    | 1        |
| Wimbledon       | —    | Q1   | 1    | 1        |
| US Open         | —    | Q1   |      | —        |

Zeichenerklärung: S = Turniersieg; F, HF, VF, AF = Einzug ins Finale / Halbfinale / Viertelfinale / Achtelfinale; 1, 2, 3 = Ausscheiden in der 1. / 2. / 3. Hauptrunde; Q1, Q2, Q3 = Ausscheiden in der 1. / 2. / 3. Qualifikationsrunde; nicht ausgetragen

### Juniorinneneinzel
| Turnier         | 2019 | 2020 | 2021 | Karriere |
| --------------- | ---- | ---- | ---- | -------- |
| Australian Open | —    | VF   |      | VF       |
| French Open     | —    | HF   | VF   | HF       |
| Wimbledon       | VF   |      | 2    | VF       |
| US Open         | AF   |      | —    | AF       |

Zeichenerklärung: S = Turniersieg; F, HF, VF, AF = Einzug ins Finale / Halbfinale / Viertelfinale / Achtelfinale; 1, 2, 3 = Ausscheiden in der 1. / 2. / 3. Hauptrunde; nicht ausgetragen

### Juniorinnendoppel
| Turnier         | 2019 | 2020 | 2021 | Karriere |
| --------------- | ---- | ---- | ---- | -------- |
| Australian Open | 1    | 1    |      | 1        |
| French Open     | —    | 1    | VF   | VF       |
| Wimbledon       | HF   |      | HF   | HF       |
| US Open         | AF   |      | —    | AF       |